# ヒ72船団
ヒ72船団（ヒ72せんだん）は、大東亜戦争後期の1944年9月にシンガポールから門司へ航海した日本の護送船団である。アメリカ軍の潜水艦と陸上航空機による攻撃を繰り返し受けたため、輸送船のほとんどが脱落し、護衛艦にも大きな損害が出た。撃沈された輸送船には捕虜移送中の船が2隻含まれ、捕虜多数が遭難した。

## 背景
ヒ72船団は、ヒ船団と称する高速タンカー専用を建前とする護送船団の一つである。大東亜戦争後半の日本は、占領下にあるオランダ領東インドから石油を日本本土に運ぶため、シンガポール（当時の日本側呼称は昭南）と門司の間でヒ船団を運航していた。ヒ船団は、シンガポールへの往路には奇数、門司へ帰る復路には偶数の船団番号が付されており、ヒ72船団は通算72番目（復路36番目）のヒ船団を意味する。
ヒ72船団は、大損害を受けながらシンガポールに到着したヒ71船団の復航便として編成された。もっとも、ヒ71船団から参加している輸送船は、シンガポール発のタンカー2隻・その他4隻のうちタンカー1隻だけだった。これらの輸送船は、貨客船「勝鬨丸」（拿捕船：10509総トン）に乗った第16運航指揮班（運航指揮官：細谷資彦大佐）が統括した。他方、護衛部隊はヒ71船団から引き続き第6護衛船団司令部（司令官：梶岡定道少将）が指揮しており、旗艦「平戸」以下折り返し参加する海防艦3隻と新規加入の海防艦1隻（以上は第一海上護衛隊所属）のほか、連合艦隊所属の駆逐艦敷波が便宜上同行して協力している。また、途中の南シナ海上からは、マニラへ部隊輸送を行った帰りのマモ03船団の輸送船3隻・駆潜艇1隻が合流することになった。
ヒ72船団に参加する輸送船のうち、貨客船勝鬨丸と楽洋丸（南洋海運：9418トン）の2隻は南方作戦で捕虜となったイギリス軍・オーストラリア軍の将兵を乗せた、いわゆるヘルシップであった。収容された捕虜の人数は、2隻合計で約2300人と記録されている。当時のアメリカ軍は、この2隻に捕虜が乗せられていることに気付いていなかった。
アメリカ海軍は、通商破壊の任務で多くの潜水艦を出撃させ、ウルフパック戦術により日本のシーレーンを脅かしていた。1944年9月当時、太平洋方面で活動中のアメリカ潜水艦は一日平均27隻と若干低調だったが、ヒ72船団の進路には、潜水艦グロウラー艦長のトーマス・B・オークリー・ジュニア中佐率いる熟練したウルフパックが哨戒中であった。さらにアメリカ陸軍航空軍も桂林方面などに航空機を配備し、台湾周辺で日本商船を襲うようになっていた。日本側は船団への潜水艦の攻撃を避けるために、水深が浅く潜水艦の行動が難しい大陸沿岸部を航行する戦術をしばしば用いたがこの戦術は逆に陸上機による被害を受けやすくなる難点もあった。

## 航海の経過

### シンガポールから楡林まで
シンガポールに集結したヒ72船団は、9月6日、梶岡少将の総指揮の下で出発、南シナ海中央航路で北上した。マモ03船団も輸送船3隻・護衛艦4隻で10日にマニラを出発し、11日に洋上で合同した。マモ03船団の護衛艦中3隻はマニラに帰還したため輸送船9隻・護衛艦6隻となった船団は、輸送船を3列縦隊に並べ、その両側に護衛艦3隻ずつを配置した陣形を組むと、速力10.5ノットで対潜警戒の之字運動を実施しながら進行した。

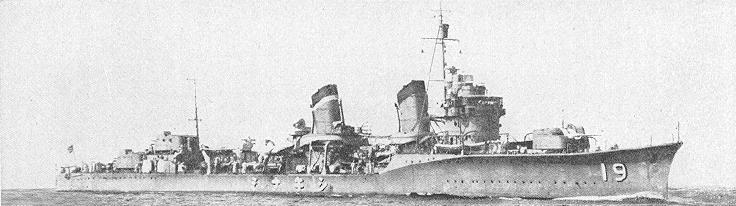
護衛任務であったが逆に潜水艦グロウラーにより撃沈された駆逐艦敷波。

9月12日に日付が変わったころには船団は潜水艦グロウラーに発見されていた。日本側も敵潜水艦の発した電波を受信し警戒を強めていたが、グロウラーの接近にまでは気づいていなかった。真っ先に攻撃を受けたのは旗艦「平戸」で、海南島東方500kmの南シナ海中央北緯18度15分 東経114度20分 / 北緯18.250度 東経114.333度地点を航行中、グロウラーの放った魚雷が午前1時55分に命中した。艦は激しい水柱に包まれて一瞬で沈没してしまい、梶岡少将も戦死した。旗艦を失った船団は混乱に陥り、曇天の視界不良もあって陣形を再構築できないまま航行するうち、12日夜明けごろに今度はグロウラーの呼びだしたシーライオンの攻撃を受けた。まず、午前5時27分に海軍徴用貨物船南海丸（大阪商船：8416総トン）が魚雷2発を被弾、積荷のドラム缶入り航空用ガソリンに引火炎上し、自衛用の爆雷の誘爆を起こしつつ3時間後に沈没した。南海丸被雷の4分後には楽洋丸にも魚雷が命中し、航行不能に陥って13時間後に沈没した。日本の護衛部隊は反撃を試みたが、逆に駆逐艦敷波までがグロウラーの雷撃により撃沈されてしまった。
相次ぐ損害にヒ72船団は針路を変えることで敵の目を欺こうとし、海南島の三亜に向かった。しかし、グロウラーのウルフパックを振り切ることはできず、午後10時54分頃、三亜東方300kmにおいてパンパニトの魚雷攻撃を受けた。指揮船の勝鬨丸と、タンカーの瑞鳳丸（飯野海運：5135総トン）が同時に被雷し、いずれも沈没した。勝鬨丸乗船の細谷大佐を含む多数が死亡している。生き残った船はバラバラのまま、一部は救助活動も行いつつ翌13日になんとか三亜に逃げ込んだ。この間、護衛部隊はマニラから急派された海防艦3隻も加わって、三亜と遭難現場を往復しながら救助活動を行っている。

### 楡林から門司まで
三亜近くの楡林港で再編成を行った船団は、低速の1TM型戦時標準タンカー新潮丸を分離することにし、2個分団編制で16日夜に出航した。低速の第2分団は、天候悪化もあってたちまち引き離された。第2分団は、21日午前2時頃に高雄西方80kmまでたどり着いたもののアメリカ陸軍航空軍所属のB-24爆撃機の夜間空襲を受け、新潮丸が被弾した。航行不能に陥った新潮丸は近在のヒ74船団から救助に駆け付けた第21号海防艦に曳航され、高雄へと入港した。
一方、先行した第1分団も無事では済まなかった。第2分団より約1日前の20日午前1時頃に澎湖諸島南55km付近においてやはりB-24爆撃機の夜間空襲に捕まり、元特設巡洋艦の海軍運送船浅香丸、護国丸が直撃弾や至近弾を浴びて航行不能、元特設水上機母艦の香久丸も損傷した。護衛部隊でも海防艦御蔵が直撃弾1発（不発）・至近弾3発を受けて中破、航行不能となっている。航行不能となった輸送船2隻は、馬公方面特別根拠地隊の支援を受けつつ、馬公まで曳航された。御蔵は3日間も消息不明となって漂流を続けた後、ようやく友軍航空機に発見されて25日に馬公へ曳航されている。
ぼろぼろとなった第1分団は基隆で態勢を立て直し、唯一無傷の吉備津丸と高雄で応急修理をした香久丸を揃えて25日に海防艦3隻の護衛で出港した。しかし27日に今度はアメリカの潜水艦プライスから襲われ、第10号海防艦がプライスの魚雷攻撃で撃沈された。残存船は船団を解いて全速航行に移り、翌28日以降に各個に門司へ滑り込むことができた。

## 結果

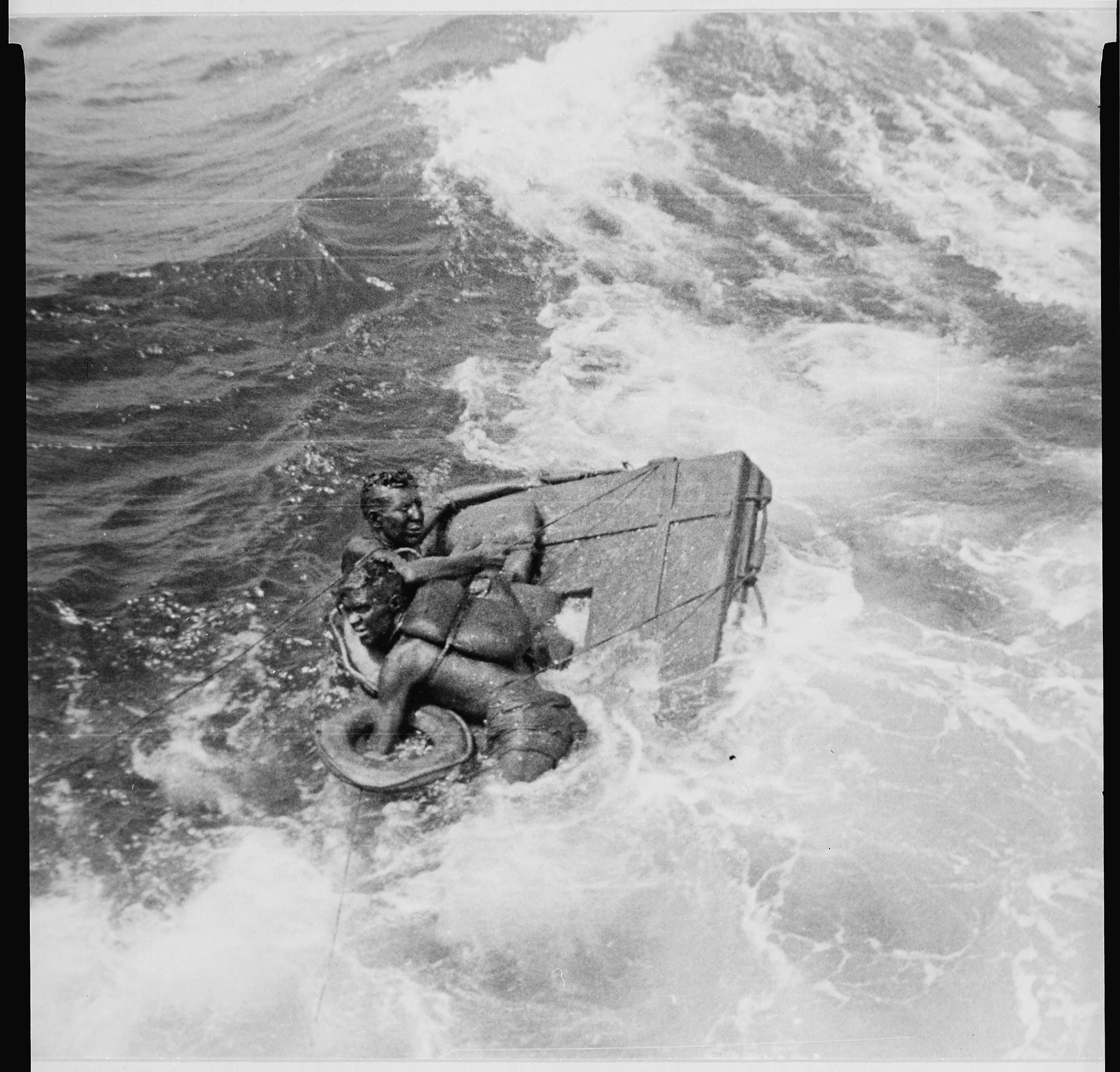
救命胴衣を身に付け、救命筏につかまって漂流中の楽洋丸から脱出した捕虜。救助作業にあたったアメリカ潜水艦クイーンフィッシュの乗員による撮影。

ヒ72船団の航海は大失敗に終わり、輸送中の重要な天然資源の多くは日本に届かなかった。海没した物資だけでボーキサイト12500トン以上、石油12000トン以上などになる。貴重な艦船の喪失も痛手となった。
また、捕虜輸送船2隻が沈没したことで、正確な人数は不明ながら相当の犠牲者が捕虜から出る結果となった。勝鬨丸では捕虜950人が負傷兵や船員・船舶砲兵ら日本人1095人とともに乗っていたうち、当時の日本側記録によると日本人と合わせて487人が「死亡」となっている。「楽洋丸」には捕虜1317人が日本人便乗者105人とともに乗せられていたが、船員9人・陸軍関係者3人が戦死したことはわかる一方で、捕虜の犠牲者数は不明である。なお、次に述べるようにアメリカ潜水艦による救助活動が行われており、日本側記録で死亡扱いとなった捕虜の一部は救助されている。
戦闘後、9月15日になって戦闘地点に戻ったアメリカの潜水艦パンパニトも多数の捕虜が漂流しているのを発見した。パンパニトとシーライオンの2隻は、楽洋丸に乗っていたイギリス兵73人とオーストラリア兵54人を救助した。また、クイーンフィッシュとバーブも駆けつけ、計32人を救助した。これらの救助活動は日本の捕虜輸送に関するアメリカの文献でしばしば取り上げられる事例となっている。
捕虜は泰緬鉄道建設の生存者であり、これにより泰緬鉄道における捕虜の使役の実態が連合国側に露見することとなり、スイス公使を通じて抗議声明が日本側に届けられた
また、14日朝には救助者捜索中の第10号海防艦(海防艦長:一ノ瀬志朗少佐)が楽洋丸の生存捕虜、豪軍のローランド・リチャーズ軍医大尉達157名の乗った4隻の救命ボートを発見。艦を停止して彼らを救助している。
また、新潮丸は高雄到着後損傷が激しかったため、1945年(昭和20年)1月18日に空襲を受けて戦没するまで同地に留まり続け、浮揚の後4月15日に高雄港口に海没処分となった。
桂林・柳州に造られたアメリカ軍飛行場は大陸打通作戦/ト号作戦により制圧された。

## 編制

### シンガポール・楡林間の編制
- シンガポール発
  - 輸送船
    - タンカー - 瑞鳳丸、新潮丸
    - 捕虜輸送船 - 客船勝鬨丸、貨客船楽洋丸
    - その他 - 貨物船浅香丸、同南海丸

  - 護衛艦
    - 海防艦 - 平戸（旗艦）、倉橋、御蔵、第11号海防艦
    - その他 - 駆逐艦敷波
- マニラ発（マモ03船団）
  - 輸送船 - 貨物船香久丸、貨客船護国丸、陸軍特殊船吉備津丸
  - 護衛艦 - 第19号駆潜艇[注釈 6]、以下は合同せずマニラに帰還：第10号海防艦、第20号海防艦、第18号掃海艇[18]

### 楡林・門司間の編制
- 第1分団
  - 輸送船 - 貨物船浅香丸（旗艦）、同香久丸、貨客船護国丸、陸軍特殊船吉備津丸
  - 護衛艦[19]
    - 基隆まで - 海防艦御蔵、第10号海防艦、第11号海防艦、第18号海防艦、第20号海防艦[注釈 7]
    - 基隆以降 - 第10号海防艦、第11号海防艦、第20号海防艦
- 第2分団
  - 輸送船 - タンカー新潮丸
  - 護衛艦 - 第19号駆潜艇、特設駆潜艇開南丸[19]